# 칠북로
칠북로(Chilbuk-ro)는 전북특별자치도 정읍시 북면 화해교차로에서 정읍시 칠보면칠보거리를 잇는 도로이다

## 주요 경유지
전북특별자치도
- 정읍시 (북면 . 태인면 . 칠보면)

## 노선
| 이름         | 접속 노선               | 소재지 | 소재지 | 비고 |
| ------------ | ----------------------- | ------ | ------ | ---- |
| 화해 교차로  | 국도 제1호선 (정읍대로) | 정읍시 | 북면   |      |
| 3산단삼거리  | 정읍북로                | 정읍시 | 북면   |      |
| 공단삼거리   | 구평1길                 | 정읍시 | 북면   |      |
| 구평삼거리   | 북면공단1길             | 정읍시 | 북면   |      |
| 주축삼거리   | 3산단1길                | 정읍시 | 북면   |      |
| 중앙로삼거리 | 3공단3길                | 정읍시 | 북면   |      |
| 월천교       |                         | 정읍시 | 북면   |      |
| 태남교       |                         | 정읍시 | 태인면 |      |
| 고현교       |                         | 정읍시 | 칠보면 |      |
| 칠보사거리   | 칠보중앙로              | 정읍시 | 칠보면 |      |
| 칠보삼거리   | 국도 제30호선 (태산로)  | 정읍시 | 칠보면 |      |